# Testudinaroides papposa
Testudinaroides
Genre
Synonymes
- Testudinaria Zhang, Sun & Zhang, 1994 nec Taczanowski, 1879

Espèce
Synonymes
- Testudinaria papposa Zhang, Sun & Zhang, 1994

Testudinaroides papposa, unique représentant du genre Testudinaroides, est une espèce fossile d'araignées aranéomorphes de la famille des Araneidae.

## Distribution
Cette espèce a été découverte à Shanwang au Shandong en Chine. Elle date du Néogène.

## Publications originales
- (en) Zhang, Sun & Zhang, 1994 : Miocene insects and spiders from Shanwang, Shandong. Science Press, Beijing, p. 1–298.
- (en) Dunlop & Jekel, 2009 : Nomenclatural notes on fossil spiders. Bulletin of the British arachnological Society, vol. 14, no 9, p. 357–360.